# Pap en vleis
Le pap en vleis est un mets traditionnel d'Afrique du Sud, composé d'une bouillie de maïs onctueuse et crémeuse appelée pap, accompagnée de viande grillée dénommée vleis. Ce plat apprécié lors de rassemblements populaires est généralement servi lors de shisha nyama ou de barbecues festifs.

## Histoire
Durant l'histoire de l'Afrique du Sud, depuis l'époque des peuples Khoi et San jusqu'au Grand Trek et à la Guerre des Boers, le pap en vleis était un plat de base habituellement consommé par les colons afrikaners. Les vleis provenaient du bétail dont la viande était salée, séchée et coupée en fines tranches, pour la rendre impérissable et suffisamment durable pour être dégustée pendant les déplacements après avoir été cuite sur un barbecue appelé braai.

## Ingrédients et préparation
La recette du pap en vleis comporte un temps de préparation de 15 minutes associé à un temps de cuisson de 40 minutes. Les ingrédients incluent de l'eau, du sel, de la semoule de maïs, du beurre, de la sauce soja et de la sauce teriyaki, de fines lanières de viande de bœuf, de l'huile d'olive, de l'oignon et des gousses d'ail, du gingembre, du poivre noir, de la sauce chili.
La préparation consiste à faire bouillir dans l'eau la semoule de maïs, puis, ayant réduit le feu, de laisser cuire pendant 8 minutes. Il s'agit ensuite de faire mariner des lanières de bœuf dans la moitié des sauces soja et teriyaki pendant 10 minutes. Dans une grande poêle, l'huile est chauffée et les oignons sont faits revenir avec l'ail et le gingembre pendant une minute. On ajoute ensuite les lanières de bœuf marinées, en les assaisonnant de poivre et en les faisant sauter pendant 3 minutes, ou jusqu'à ce qu'elles soient dorées et bien cuites. Les sauces soja et teriyaki restantes, la sauce chili douce et l'oignon de printemps sont ensuite ajoutées et cuites pendant 2 minutes. Les paniers à pap dans la bouillie sont remplies et l'ensemble peut être servi.